# Blue System
Blue System (с англ. — «Голубая система», возможен вариант "Вселенная тоски") — немецкая англоязычная поп-группа, созданная Дитером Боленом в 1987 году до распада дуэта Modern Talking. Первый альбом Walking on a Rainbow вышел 2 ноября 1987 года. Прекратила своё существование в январе 1998 года. Было выпущено 13 альбомов и порядка 30 синглов. За время своего существования группа неоднократно приезжала на гастроли в Беларусь, Украину и Россию. За все время существования было продано более 80 млн дисков с записями группы.
Международным суперхитом группы и классикой евродиско стала песня My Bed is Too Big, выпущенная синглом в апреле 1988 года и вошедшая во второй альбом Body Heat.

## История группы

### Создание группы
В 1987 году до распада дуэта Modern Talking Дитер Болен думал о возвращении на сцену. Для этого ему нужен был новый имидж. Также самому Болену хотелось, чтобы его песни звучали жутковато и мистично. И тогда он стал петь на октаву ниже и сильно хрипеть. Таким образом Дитер записал песню Sorry, Little Sarah, которая была изначально написана для Modern Talking, но ещё не была использована. Дитер с этой песней поехал в Берлин, чтобы там создать новый музыкальный проект. Но песню не оценили, и Болену пришлось вернуться в Гамбург. Однако сопродюсеру и аранжировщику песен Modern Talking Луису Родригесу песня понравилась, и он предложил создать новую группу, которая будет петь новые песни Дитера. Самому Болену идея понравилась, и он полетел в Мюнхен, где располагалась штаб-квартира лейбла BMG. Там Дитер подписал с лейблом контракт, и оставалось придумать название для нового проекта. Когда ему при подписании контракта задали вопрос: «Ну и как будет называться это новое счастье?», взгляд Болена нечаянно упал на заклепки на джинсах. На них было написано «Blue System». Таким образом родилось название для нового проекта Дитера Болена, а дебютный сингл «Sorry, Little Sarah» занял 13-е место в немецких чартах. После сингла вышел первый альбом Walking On A Rainbow, который занял 11-е место в немецких чартах. А уже вскоре после выхода шестого альбома и заглавного сингла Modern Talking распался.

### Начало Blue System
После успешного дебюта Дитер Болен выпустил сингл, который потом стал всемирно известным хитом — «My Bed is Too Big». Для съемок клипа на эту песню Дитер Болен и его команда отправились в индейскую резервацию в Калифорнии. Но когда они добрались до места съемок, их застал жуткий дождь с ураганом. Одежда участников не высыхала несколько дней. И только через некоторое время выглянуло солнце. Однако после всех этих приключений Болен выглядел бледным и усталым. И тогда он сказал: «Эй, я вас ещё удивлю!» и залез на фургон, чтобы загореть. Машина ехала со скоростью 60-80 километров в час, и Дитер не заметил, что стало жарко. Но после того как он слез, он понял — это был его самый скверный загар. Все лицо Болена покрылось прыщами и гнойниками. Намазавшись кремом, Дитер снялся в клипе, но камера близко его лица не показывала.
Сингл «My Bed is Too Big» занял 10-е место в чартах Германии и оставался там полгода.
Песня «Under My Skin» стала вторым предальбомным синглом, занявшим 6-е место в Германии. А после двух предальбомных синглов вышел второй альбом Body Heat, который занял 20-е место в немецких чартах. Позже вышли синглы Silent Water (для сериала «Tatort») и Love Suite.
Группа начинала постепенно обретать большую популярность не только в Германии, но и в социалистических странах: Венгрии, Чехии, а также Польше. Пластинки расходились огромными тиражами (более 100 тысяч копий). Закрепить популярность проекта помогли синглы «Magic Symphony» и «Love Me on the Rocks» с альбома Twilight, занявшего 11-е место в Германии, 26-е в Швейцарии и 30-е в Австрии. В 1989 году Дитер Болен вместе с группой впервые приезжает на гастроли в СССР.
Несмотря на то, что четвёртый альбом Obsession не смог принести проекту такую же популярность, как предыдущие альбомы (по стилю он был переходным от классического евродиско, с которым у всех ассоциировалась Blue System, к только зарождавшемуся евродэнсу), новый сингл группы «Lucifer» занял 25-е место в немецких чартах и 8-е в австрийских, что принесло ей большую известность в Австрии. Альбом Seeds of Heaven, в который вошел этот сингл, сделал группу в ней ещё более популярной.
Особым успехом пользовался альбом Backstreet Dreams, выпущенный в 1993 году. В него вошел сингл «History», занявший 26-е место в Германии. Сам альбом занял 5-е место в Германии.

### Закат карьеры
Несмотря на успешное пребывание на 20-х, реже — 10-х местах в немецких чартах, популярность Дитера Болена в Германии начала постепенно угасать. Дитер попытался её восстановить, выпустив сингл «6 Years — 6 Nights», занявший 47-е место в чартах, и девятый альбом 21st Century, который попал на 11-е место. Увидев, что это не помогло, Болен решает попробовать писать в новом, набирающем популярность жанре — евродэнс. Первой песней в этом жанре стал сингл «Dr. Mabuse», не попавший в чарты. А после выходит юбилейный десятый альбом группы X-Ten, который занял 24-е место в чартах Германии.
Дитер не останавливается на одном альбоме в стиле евродэнс и выпускает сингл «Laila», попавшую на 29-е место в чартах. Этот сингл стал последним в истории группы, который попал на место выше 30-го. После выходит одиннадцатый альбом Forever Blue, имевший относительно неплохой успех. Он попал на 18-е место в немецких чартах.
В 1996 году выходит двенадцатый альбом Body to Body, занявший 29-е место в чартах Германии и 40-е в чартах Венгрии. С него было выпущено 3 сингла: «Only With You» (58-е место в чартах), «For The Children» (67-е место в чартах) и «Body to Body» (не попал в чарты).
В 1997 году был выпущен тринадцатый и последний студийный альбом группы Here I Am, занявший 38-е место в Германии и 34-е в Польше. Из двух синглов с альбома только один «Anything» попал на 79-е место в немецких чартах.
После этого, Дитер Болен прекратил писать песни для Blue System. Как потом он писал в своей книге «Nichts als die Wahrheit» («Ничего, кроме правды»): «Работа над Blue System начала меня раздражать». В марте 1998 года, после распада Blue System, произошло возрождение Modern Talking.
Песни группы Дитер Болен включил в свой сборник 2010 года Das Nr. 1 Album, в который вошли и самые популярные песни Modern Talking. А композиции «My Bed is Too Big» и «Love Me on the Rocks» Болен перепел, заново аранжировал и включил в свой альбом Das Mega Album!.

## Состав

### Студийный состав
- Дитер Болен — вокал, бэк-вокал, аранжировки, автор всех песен, продюсер
- Луис Родригес — аранжировки, программирование, саунд-продюсер
- Ральф Штемманн — клавишные
- Вернер Беккер — клавишные
- Петер Вайе — гитара
- Рольф Кёлер — вокал, бэк-вокал, хоры, бас-гитара (умер в 2007 году)
- Михаэль Шольц — бэк-вокал, хоры, клавишные
- Детлеф Видеке — бэк-вокал, хоры, гитара

### Концертный состав
| - Дитер Болен — вокал, бэк-вокал, гитара, клавишные (1987—1998) - Майкл Ролин — ударные (1989—1998) - Фридрих Гранер — клавишные (1991—1998) - Ларс Илмер — гитара (1997—1998) | - Франк Отто — ударные (1987—1989) - Йоахим Фогель — гитара (1987—1990) - Snoopy — клавишные (1988—1989) - Йоахим Стрибель — клавишные (1989—1991, 1993—1994) - Йоахим Коли — бас-гитара (1990—1991) - Лютч Кругер — гитара (1990) - Вольфганг Фритц — гитара (1990—1997) - Рене Энгелман — бас-гитара (1991) - Дирк Сауэр — бас-гитара (1992—1994) - Торстен Феллер — гитара (1994—1997) |

## Дискография
Основная статья: Дискография Blue System

### Альбомы
Все альбомы выпущены лейблом Hansa Records.
- Walking on a Rainbow (02.11.1987)
- Body Heat (17.10.1988) [#23 Австрия, #20 Германия]
- Twilight (09.10.1989) [#30 Австрия, #26 Швейцария, #11 Германия]
- Obsession (15.10.1990) [#18 Австрия, #14 Германия]
- Seeds of Heaven (12.04.1991) [#12 Австрия, #11 Германия]
- Déjà Vu (30.09.1991) [#18 Германия, #27 Австрия]
- Hello America (23.03.1992) [#29 Германия, #13 Чехия, #21 Австрия, #34 Венгрия]
- Backstreet Dreams (19.04.1993) [#5 Германия, #22 Австрия, #30 Венгрия]
- 21st Century (21.03.1994) [#11 Германия]
- X-Ten (31.10.1994) [#24 Германия]
- Forever Blue (09.10.1995) [#18 Германия, #32 Венгрия]
- Body To Body (14.10.1996) [#29 Германия, #40 Венгрия]
- Here I Am (17.11.1997) [#38 Германия, #34 Польша]